# SIG Sauer 1911
SIG Sauer 1911 é a designação de uma linha completa de pistolas semiautomáticas estilo 1911, fabricada pela SIG Sauer de Newington, NH, Estados Unidos. Os primeiros modelos foram muito fiéis à pistola Colt M1911 projetada por John Browning, que se tornou a arma padrão dos Estados Unidos e serviu dessa forma por sete décadas antes de ser substituída pela pistola Beretta M9.

## Modelos Full Size
- 1911 Emperor Scorpion Full-Size[1]
- 1911 Fastback Nightmare Full-Size[2]
- 1911 Match Elite Stainless Full-Size[3]
- 1911 Max Full-Size[4]
- 1911 Nickel Rail Full-Size
- 1911 Spartan Full-Size
- 1911 Stainless
- 1911 Stainless Super Target Full-Size
- 1911 STX Full-Size
- 1911 TACOPS Full-Size  Trilho Picatinny, 9x19mm Parabellum, 10mm S&W, .45 ACP
- 1911 Target Full-Size
- 1911 We The People Full-Size
- 1911 XO Full-Size

## Diferenças de projeto

### Contexto histórico
Devido ao fraco desempenho dos revólveres .38 Long Colt usados nas Filipinas durante e após a Guerra Hispano-Americana, o Exército dos EUA procurou uma nova arma para ser instalada em um calibre maior. Os testes começaram em 1907 e culminaram em um projeto de John M. Browning criado para o Modelo 1910 da Colt Patent Firearms Manufacturing Co., mas com as alterações feitas nesse projeto. Foi aceito como modelo do governo M1911.

## Modelos iniciais
A SIG Sauer GSR ("Granite Series Rail") é uma série de pistolas com corpo de aço inoxidável e slide baseado na pistola Colt M1911. A SIG Granite Series recebeu o Prêmio Revólver do Ano de 2004 pela Academia de Excelência da Indústria de Tiro. É inteiramente fabricado nos EUA, a partir de peças americanas.
Descrição: 
Com câmaras para o calibre .45 ACP, alguns modelos GSR têm um trilho para acessórios que pode ser usado para montar uma variedade de luzes táticas, lasers ou praticamente qualquer coisa que possa acomodar um trilho Picatinny. Os modelos padrão têm cano de 127 mm (5,00 in) e um gatilho de ação simples demandando e 4,5 libras. O GSR produziu resultados de agrupamento de 38,1 mm (1,50 in) a 25 metros. A GSR é fornecida em modelos compactos (cano de 88,9 mm (3,50 in)) e modelos com cano de 102 mm (4,02 in) e possui várias opções de miras disponíveis. A SIG oferece a opção de acabamento em aço inoxidável, acabamento Nitron escuro ou aparência de Nitron e aço inoxidável em dois tons.
As versões TAC OPS e Scorpion apresentam um trilho Picatinny, mira noturna e um cano de rosca para permitir ao usuário conectar um silenciador.

## Usuários
- Portugal
  - Polícia de Segurança Pública
  - Guarda Nacional Republicana
- Estados Unidos
  - Boston Police Department SWAT